# Morne Bois d'Inde
Morne Bois d'Inde är ett berg i Martinique. Det ligger i den västra delen av Martinique, 7 km nordväst om huvudstaden Fort-de-France. Toppen på Morne Bois d'Inde är 532 meter över havet.